# Christian Wilhelm von Glück
Christian Wilhelm von Glück (* 31. Dezember 1810 in Erlangen; † 13. Juni 1866 in München) war ein deutscher Bibliothekar und Keltologe.

## Leben
Christian Wilhelm von Glück verbrachte die ersten Jahre seines Lebens in Erlangen. Sein Vater, Christian Friedrich von Glück, vermittelte ihm das Verständnis für Schriften und Geschichte. Er hat in Erlangen und Tübingen studiert, von wo aus er als Opfer der sogenannten Demagogenverfolgungen in die Schweiz fliehen musste. Während des Studiums wurde er 1830 Mitglied der Alten Erlanger Burschenschaft Germania und 1832 Mitglied der Burschenschaft Germania Tübingen. Er ist im Schwarzen Buch der Frankfurter Bundeszentralbehörde (Eintrag Nr. 535) festgehalten.
Er zog später nach München, wo er Hof- und Staatsbibliothekar wurde. Er starb 1866 an einer absichtlichen Überdosis Opium.
Bekannt wurde er durch seine Forschungen in der keltischen Kultur.
Der Rechtswissenschaftler Johann Burkhard Geiger war sein Großvater.

## Werke (Auswahl)
- Die Bistümer Norikums, besonders das Lorchische, zur Zeit der römischen Herrschaft. Wien 1855.
- Die bei Caius Julius Caesar vorkommenden keltischen Namen in ihrer Echtheit festgestellt und erläutert. München 1857.
- Rênos, Moinos und Mogontiâcon, die gallischen Namen der Flüsse Rhein und Main und der Stadt Mainz. Franz, München 1865.